# (523778) 2014 YK50
(523778) 2014 YK50 est un objet transneptunien du disque des objets épars et une possible planète naine potentielle, ayant un diamètre estimé à environ 340 km.